# Jean Anouilh

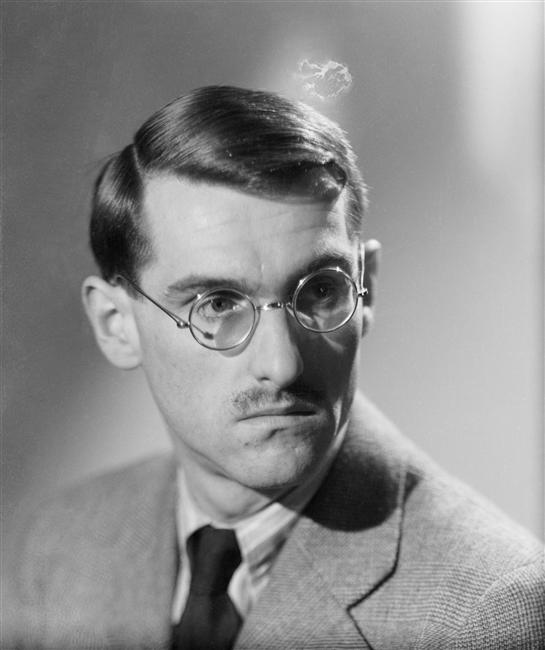
Jean Anouilh (1940)

Jean Marie Lucien Pierre Anouilh (* 23. Juni 1910 in Bordeaux; † 3. Oktober 1987 in Lausanne) war ein französischer Autor, der zwischen 1932 und ca. 1970 vor allem als Dramatiker erfolgreich war und dessen Stücke in den 1960er und 1970er Jahren auch in Deutschland häufig aufgeführt wurden.

## Leben und Schaffen

### Jugend und erste dramatische Versuche
Jean Anouilh wurde als Sohn eines Schneiders und einer Orchestermusikerin in Bordeaux geboren. Sein Kontakt mit der Welt der Bühne erfolgte 1919, als er in den Großen Ferien die Theater-Aufführungen im Kasino des nahen Seebades Arcachon miterlebte, wo seine Mutter im Kur-Orchester spielte. Im selben Jahr noch zog die Familie nach Paris. Hier besuchte er das Collège Chaptal (ein katholisches Gymnasium), wo er den späteren Regisseur Jean-Louis Barrault als Mitschüler hatte.
Schon im Alter von 12 Jahren machte er erste Schreibversuche im Stile des Neo-Romantikers Edmond Rostand. Später las und sah er Stücke von Paul Claudel, George Bernard Shaw und vor allem Luigi Pirandello. Als Regisseur beeindruckte ihn Charles Dullin. 1927 faszinierte ihn die Hamlet-Inszenierung von Georges Pitoëff.
1928, nach einem vorzüglich abgelegten baccalauréat, begann er lustlos ein Jurastudium, beschäftigte sich aber mehr mit Literatur und Theater. Als er im selben Jahr das neue Stück Siegfried von Jean Giraudoux wie eine Offenbarung erlebte, gab er das Studium auf und nahm einen Job in einer Werbeagentur an (wo er „stilistische Genauigkeit und Geschmeidigkeit“ gelernt haben will). Daneben schrieb er 1929/30 seine ersten aufführungsreifen Stücke, Humulus le muet (= Humulus der Stumme) und La Mandarine. 1930 war er für einige Monate Sekretär des Regisseurs Louis Jouvet an der Comédie des Champs-Élysées, doch harmonierte er nicht mit ihm. Er trat daraufhin seinen Militärdienst an, wurde aber bald ausgemustert und kehrte zurück nach Paris. 1932 heiratete er die Schauspielerin Monelle Valentin, mit der er kurz darauf eine Tochter bekam, Catherine, die später ebenfalls Schauspielerin wurde und auch in Stücken des Vaters auftrat.
Als in demselben Jahr, 1932, sein neues Stück L’Hermine ( =Der Hermelin) angenommen wurde und 90 Aufführungen erreichte, beschloss er als freier Autor zu leben. 1933 wurde jedoch das ältere La Mandarine ein Misserfolg. Anouilh betätigte sich deshalb als Co-Autor von Filmdrehbüchern, um Geld zu verdienen. 1935 war Y avait un prisonnier (= Es war einmal ein Gefangener) mit 65 Aufführungen wieder passabel erfolgreich; Hollywood kaufte sogar die Filmrechte, doch wurde der Film nie gedreht.

### Die Jahre des Erfolgs
Den Durchbruch Anouilhs brachte 1937 Le Voyageur sans bagages (= Reisender ohne Gepäck), in der Inszenierung von Pitoëff. 1938 folgten, beide ebenfalls erfolgreich, La Sauvage (= Die Wilde/Ungebärdige) und das schon 1932 verfasste Le Bal des voleurs (= Der Ball der Diebe), das sein erstes auch im Ausland aufgeführtes Stück wurde. Le Bal wurde inszeniert von André Barsacq, der in den folgenden zehn Jahren der ständige Regisseur Anouilhs war.
1940 war Anouilh kurz Soldat und in deutscher Kriegsgefangenschaft. Nachdem schon Ende des Jahres im besetzten Paris die Theater wieder eröffnet worden waren, konnte er 1941 Le Rendez-vous de Senlis (geschrieben 1937) aufführen lassen. Politisch stand er, wie zunächst die meisten Franzosen, auf der Seite des neuen Staatschefs Philippe Pétain und des rechtsgerichteten Vichy-Regimes und schrieb entsprechend hin und wieder für regimetreue Zeitschriften. Ebenfalls 1941 verfasste er das in der Gegenwart spielende, also nur pseudo-antikisierende Stück Eurydice (eine Art Replik auf das pseudo-antikisierende Stück Orphée von Jean Cocteau, 1926), das jedoch kein Erfolg wurde.
1941/42 konzipierte er, nach dem Muster der antikisierenden Stücke Giraudoux’ La Guerre de Troie n’aura pas lieu (Der trojanische Krieg findet nicht statt) und vor allem Électre, das tragödienartige Stück Antigone. Hierin personifiziert er in Gestalt der Titelheldin sichtlich die ersten Widerständler und in Gestalt ihres Gegenspielers Créon den Staatschef Pétain, wobei er Letzterem die besseren Argumente in den Mund legt, Ersteren paradoxerweise aber sehr viel Sympathie entgegenbringt. Antigone wurde schon im Herbst 1942 von der deutschen Zensur genehmigt, kam aber, da Barsacq Bedenken hatte, erst im Februar 1944 auf die Bühne. Es war dann mit Huis clos / Geschlossene Gesellschaft (1944) von Jean-Paul Sartre eines der meistgespielten Stücke im Paris der letzten Monate der Besatzungszeit und sorgte für die Wiederaufnahme auch anderer Stücke Anouilhs. Im Nachkriegsdeutschland gehörte es lange Zeit zum Repertoire studentischer Theatergruppen.
Nach der Befreiung Frankreichs scheiterte Anouilh 1945 mit dem Versuch, durch eine Unterschriftenaktion die Begnadigung des jungen Autors Robert Brasillach zu erreichen, der wegen Kollaboration zum Tode verurteilt worden war. Auch er selbst wurde als geheimer Sympathisant der Kollaborateure verdächtigt. Der andauernde Erfolg der Antigone (700 Aufführungen bis 1947) half ihm jedoch darüber hinweg.
In der Folgezeit schienen Privatleben und Dramatikerexistenz bei Anouilh zu verschmelzen. Er schrieb fast jedes Jahr ein neues Stück, das auch stets sofort in Paris, in der Provinz und auch im Ausland aufgeführt wurde. 1952 war La Valse des toréadors / Der Walzer der Toreros ein Welterfolg. Andere sehr erfolgreiche Stücke (neben vielen weiteren, weniger bekannt gewordenen) waren:
- L’Alouette / Jeanne oder Die Lerche (1953), das ironisch-pessimistisch die Geschichte von Jeanne d’Arc behandelt;
- Pauvre Bitos ou Le dîner de têtes / Armer Bitos oder das Diner der Köpfe (1956), das den Übereifer der Nachkriegsjustiz gegenüber den Kollaborateuren geißelt und als Skandalon wirkte in einer Zeit, als man den Mythos der gemeinsamen Résistance aller Franzosen kultivierte;

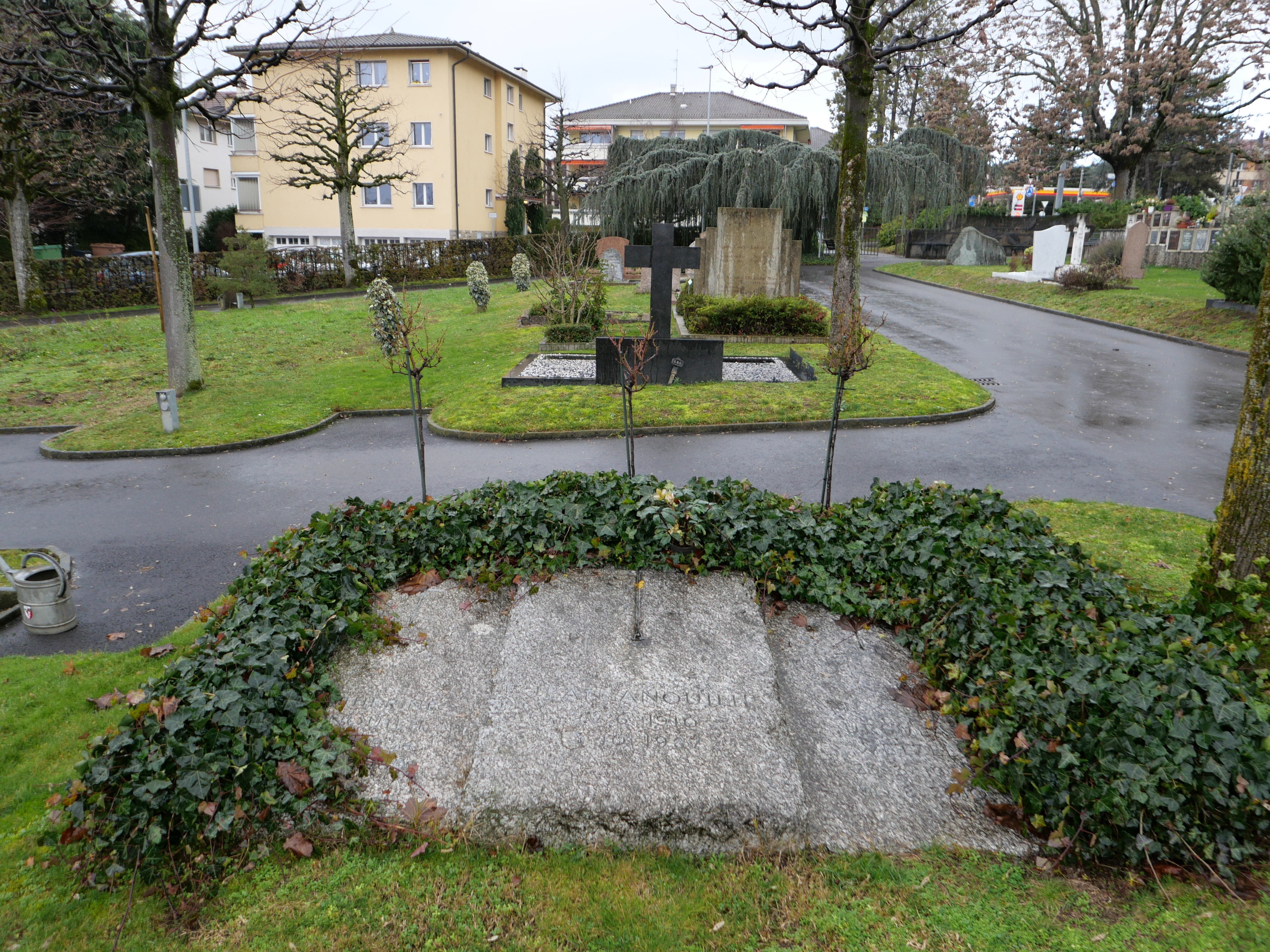
Das Grab von Anouilh, seiner ältesten Tochter Catherine (1934–1989) und seiner letzten Partnerin, Ursula Wetzel (1938–2010), auf dem Friedhof von Pully bei Lausanne.

- Das Grab von Anouilh, seiner ältesten Tochter Catherine (1934–1989) und seiner letzten Partnerin, Ursula Wetzel (1938–2010), auf dem Friedhof von Pully bei Lausanne.Becket ou l’Honneur de Dieu / Becket oder die Ehre Gottes (1959), ein Schauspiel, das in freier Interpretation historischer Ereignisse eine Episode aus dem Leben König Heinrichs II. erzählt, der seinen Freund und Veteran Thomas Becket zum Erzbischof von Canterbury und Primas von England ernennt, um seinen politischen Einfluss auf die Kirche zu sichern.

1962 betätigte sich Anouilh mit seinen Fables, die sarkastisch Fabeln von La Fontaine (1621–1695) pastichieren, nicht ohne Erfolg in einem ganz ungewohnten Genre.
1980 erhielt er als Auszeichnung für sein gesamtes Schaffen den neuen Grand Prix du Théâtre de l’Académie Française. Mehrfach wurde er auch für den Literaturnobelpreis nominiert.
Kurz vor seinem Tod in Lausanne, wo er die letzten Jahre zurückgezogen verbrachte, publizierte er unter dem Titel La Vicomtesse d’Éristal n’a pas reçu son balai mécanique / Die Vizegräfin von Éristal hat ihren Teppichkehrer nicht erhalten, seine Erinnerungen aus dem Zeitraum 1928 bis 1945 (dt. als Das Leben ist unerhört).

## Werke
- Das Weib Jesebel (1932)
- Der Hermelin (1932)
- Der Ball der Diebe (1932, Auff. 1938)
- Der Reisende ohne Gepäck (1936)
- Rendezvous von Senlis (1937)
- Die Wilde (Urauff. 1938)[2]
- Léocadia (1940)
- Eurydice (1941)
- Antigone (1942)
- Orest (1945)
- Medea (1946)
- Einladung ins Schloß oder Die Kunst, das Spiel zu spielen (1947)
- Ardèle oder Das Gänseblümchen (1948)
- Die Probe oder Die bestrafte Liebe (1950)
- Die Taube (1950)
- Colombe, die weiße Taube (1951)
- Der Walzer der Toreros (1952)
- Jeanne oder Die Lerche (1953)
- Der Herr Ornifle (1955)
- Armer Bitos oder Das Diner der Köpfe (1956)
- Das Orchester (1957)
- Mademoiselle Molière (1959)
- Becket oder die Ehre Gottes (1959)
- Majestäten (1960)
- Die Grotte (1961)
- Fabeln (1962)
- Die Goldfische (1970)
- La Culotte oder Die befreiten Frauen (1978)
- Das Leben ist unerhört (1987)

Eine siebenbändige deutsche Ausgabe erschien 1960 bei Langen-Müller (München/Wien).
Anouilh selbst gab seine Stücke zwischen 1951 und 1970 in neun Bänden im Pariser Verlag La Table ronde heraus, wobei er den einzelnen Bänden bewusst seltsam wirkende Titel gab, z. B. Pièces brillantes / Glänzende Stücke oder Pièces grinçantes / Knirschende Stücke.

## Verfilmungen eigener Werke
- 1939: Das Schloß der Liebe (Cavalcade d’amour) – Regie: Raymond Bernard
- 1947: Monsieur Vincent – Regie: Maurice Cloche, Léon Carré – Drehbuchmitarbeit von Anouilh
- 1948: Tödliche Leidenschaft (Pattes blanches) – Regie: Jean Grémillon
- 1952: Monsun (Monsoon) – Regie: Rodney Amateau – Vorlage: Bühnenstück „Romeo und Jeanette“
- 1961: Walzer der Toreros (Waltz of the toreadors) – Regie: John Guillermin
- 1963: Die Probe oder Die bestrafte Liebe – Regie: Rainer Wolffhardt
- 1963: Becket – Regie: Peter Glenville
- 1971: Das Pariser Appartement (A time for loving) – Regie: Christopher Miles
- 2012: Ihr werdet euch noch wundern (Vous n’avez encore rien vu) – Regie: Alain Resnais

## Drehbücher nach Vorlagen anderer Autoren
- 1947: Anna Karenina – Regie: Julien Duvivier – Drehbuchmitarbeit von Anouilh nach dem gleichnamigen Roman von Leo Tolstoi
- 1951: Im Anfang war nur Liebe (Caroline chérie) – Regie: Richard Pottier – nach einem Roman von Cécil Saint-Laurent
- 1952: Mein Leben für die Liebe (Un caprice de Caroline Chérie) – Regie: Jean Devaivre – nach einem Roman von Cécil Saint-Laurent
- 1960: Die Nacht hat dunkle Schatten (La Mort de Belle) – Regie: Édouard Molinaro – nach einem Roman von Georges Simenon
- 1964: Der Reigen (La Ronde) – Regie: Roger Vadim – nach dem gleichnamigen Bühnenstück von Arthur Schnitzler
- 1965: Lebenshungrig (Piège pour cendrillon) – Regie: André Cayatte – Drehbuchmitarbeit von Anouilh nach einem Roman von Sébastien Japrisot